# Kerubina
A Kerubina héber eredetű női név. A bibliai félig ember, félig állat alakú kerubok nevéből származik, akiket később angyaloknak tekintettek. A név eredeti jelentése feltehetően az akkád áldani jelentésű szóval függ össze.

## Gyakorisága
Az 1990-es években szórványos név, a 2000-es években nem szerepel a 100 leggyakoribb női név között.

## Névnapok
- június 4.[2]
- augusztus 4.[2]